# NGC 595
NGC 595 és una regió HII en la constel·lació del Triangle. Va ser descoberta per Heinrich Ludwig d'Arrest l'1 d'octubre del 1864.